# مارک بری (دوچرخه‌سوار)
مارک بری (انگلیسی: Mark Barry؛ زادهٔ ۱۳ مهٔ ۱۹۶۴) دوچرخه‌سوار اهل بریتانیا است. وی در بازی‌های المپیک تابستانی ۱۹۸۴ شرکت کرده است.